# دييغو فالتشينيلي
دييغو فالتشينيلي (بالإيطالية: Diego Falcinelli)‏ (26 يونيو 1991 بمارشانو في إيطاليا - ) هو لاعب كرة قدم إيطالي في مركز الهجوم. شارك مع منتخب إيطاليا لكرة القدم للدرجة الثانية ‏. أما مع النوادي، فقد لعب مع نادي بيروجيا ونادي ساسولو وASD Città di Foligno 1928 ‏ وASD Pontevecchio ‏ ويوفي ستابيا ولانشانو كالتشيو 1920 ‏.

## وصلات خارجية
- دييغو فالتشينيلي على موقع قاعدة بيانات كرة القدم.إي يو (الإنجليزية)
- دييغو فالتشينيلي على موقع Soccerway.com (الإنجليزية)
- دييغو فالتشينيلي على موقع عالم كرة القدم.نت (الإنجليزية)
- دييغو فالتشينيلي على موقع AS.com (الإسبانية)